# Stapelmarkt
Een stapelmarkt is een plaats waar producten van over de hele wereld naartoe vervoerd werden om te worden doorgevoerd of voor een bepaalde tijd te worden opgeslagen. Hierdoor konden prijsschommelingen beperkt worden en had de markt een constante bevoorrading tot haar beschikking. In Europa was  Amsterdam (in de 17e eeuw) de belangrijkste stapelplaats. Daar werd geld voor gevraagd. Zo verdiende de republiek stapels met geld door de stapelmarkt. In Azië was dat (in de 17e eeuw) Batavia. De pakhuizen langs het water herinneren daar nog aan. In de 16e eeuw had Antwerpen de belangrijkste stapelmarkt. In de 15e eeuw bestonden een aantal stapelmarkten naast elkaar, zoals Brugge, Venetië en Genua.